# Lez-Fontaine
Lez-Fontaine é uma comuna francesa na região administrativa de Altos da França, no departamento do Norte. Estende-se por uma área de 4.51 km². Em 2010 a comuna tinha 230 habitantes (densidade: 51 hab./km²).